# Путь наверх (роман)
«Путь наверх» (англ. Room at the Top, букв. «место на вершине») — роман английского писателя Джона Брэйна, опубликованный в 1957 году и принёсший известность автору. Ставший одним из классических произведений «рассерженных молодых людей», роман повествует о молодом человеке из бедной семьи, стремящемся благодаря браку с дочерью богача войти в высшее общество. Через несколько лет вышло продолжение романа под названием «Жизнь наверху». 
Роман дважды экранизирован. Русский перевод Татьяны Кудрявцевой и Татьяны Озёрской вышел в 1960 году.

## Сюжет
Действие происходит в Англии на протяжении одного года вскоре после окончания Второй мировой войны. Повествование ведётся от лица двадцатипятилетнего молодого человека Джо Лэмптона, который приезжает в городок Уорли, где устраивается работать бухгалтером в муниципалитете. Джо был лётчиком во время войны, однако вскоре попал в лагерь для военнопленных, где пробыл до конца войны. Его родители погибли от авианалёта. После войны Джо некоторое время жил в родном городке Дафтоне у своей тёти, однако всегда мечтал покинуть этот город, где царит грязь и бедность.
В Уорли Джо знакомится с представителями местного среднего и высшего класса, а также вступает в театральный кружок «Служители Мельпомены». Он влюбляется в девятнадцатилетнюю девушку Сьюзен, дочь богатого промышленника, и мечтает о том, чтобы жениться на ней и приобщиться к жизни «Наверху» (так называется район города, в котором располагаются особняки богачей). Он несколько раз ходит со Сьюзен в театр и кафе втайне от её семьи и Джека Уэйлса, молодого человека из круга Сьюзен, которого окружающие считают её наиболее вероятным женихом. В театральном кружке Джо сближается с Элис, замужней женщиной почти на десять лет старше него, муж которой также принадлежит к высшим кругам города. Джо и Элис находят друг в друге родственные души, а вскоре становятся любовниками. 
На Рождество Джо приезжает к тёте в Дафтон, где посещает также развалины дома, в котором погибли его родители. Его давний друг Чарльз советует ему прервать на время отношения со Сьюзен, чтобы она почувствовала, что скучает по Джо. Вернувшись в Уорли, Джо так и делает, и через некоторое время слышит от знакомого, что Сьюзен восхищённо говорит о нём и жалеет, что давно с ним не виделась. В это же время Джо расстаётся с Элис после ссоры, вызванной тем, что Элис призналась Джо, что в молодости в голодные времена позировала художнику обнажённой. Через некоторое время Джо узнаёт, что родителям Сьюзен известно о её встречах с Джо, и они не одобряют их отношений. Джо дают понять, что он не должен продолжать общаться со Сьюзен.
Джо удаётся помириться с Элис, и они возобновляют свои отношения. Сьюзен узнаёт об этом и пишет Джо письмо, в котором сообщает, что не хочет его больше видеть и уезжает за границу. Джо и Элис проводят несколько дней в загородном доме на побережье, который снял Чарльз. Там Джо понимает, что Элис останется его единственной настоящей любовью на всю жизнь. Они с Элис решают, что им надо пожениться. Позже Чарльз убеждает Джо, что Элис не сможет получить развод и что Джо лучше снова написать Сьюзен. После возвращения Сьюзен из-за границы Джо примиряется с ней, и у них со Сьюзен возобновляется роман. Элис же попадает в больницу, где ей делают операцию из-за опухоли.
Мистер Браун, отец Сьюзен, вызывает Джо на разговор и предлагает ему деньги и должность в обмен на отказ от Сьюзен. Когда Джо отказывается, Браун говорит, что Джо женится на Сьюзен, однако он должен сейчас же и навсегда разорвать с Элис. Также Браун намекает Джо, что Элис ранее встречалась с Джеком Уэйлсом. Джо сообщает Элис, что их отношения закончены навсегда. На следующий день он узнаёт, что ночью в состоянии сильного пьянения Элис разбилась на своей машине неподалёку от места их первого свидания. Джо отправшивается с работы и весь день пьёт, заводит мимолётный роман с девушкой в пабе, ввязывается в драку и в конце концов чуть не попадает под машину. Знакомые отвозят его домой, и по дороге он говорит им, что это он убил Элис.

## История
Писатель Колин Уилсон, одно время друживший с Брэйном, вспоминает, что, по рассказам последнего, толчком к написанию романа стали отношения Брэйна с молодой девушкой, которую тот встретил в любительском театральном кружке. Решив стать писателем, работавший до этого библиотекарем Брэйн уехал в Лондон, однако смог опубликовать только несколько статей. Из-за начавшегося туберкулёза Брэйн вернулся в Йоркшир, где в течение 19 месяцев лечился в санатории. За это время его возлюбленная вышла замуж за другого. Уилсон сообщает также, что права на экранизацию были проданы ещё до публикации романа, поэтому Брэйн получил за них лишь небольшую сумму (5 тысяч фунтов стерлингов).

## Отзывы
Валентин Зорин в послесловии к первому изданию русского перевода отмечает, что в романе «писатель сумел ярко, темпераментно и, прямо скажем, зло показать этакого современного Растиньяка, Жюльена Сореля или Жоржа Дюруа — честолюбца и карьериста середины XX века». По мнению критика, «подлость Лэмптона особого рода: это, если можно так выразиться, интеллектуальная подлость. Писатель показывает не примитивного индивидуума, а наиболее опасную разновидность такого человеческого типа — мерзавца размышляющего, философствующего, пытающегося подвести под своё поведение идейную базу и даже претендующего на ваше сочувствие».
Позже литературовед Нина Михальская говорила о Лэмптоне в более сдержанных тонах как о персонаже, которому «присуща раздвоенность чувств, рассудочная часть его «я» вступает в борьбу с эмоциональной (...) Временами Джо Лэмптон смотрит на себя со стороны и лучшая часть его «я» осуждает живущего в нём циничного прагматика».
Сравнение с романом «Красное и чёрное» проводит и Михаил Веллер. По мнению Веллера, неоконченный роман Лермонтова «Княгиня Лиговская» также был вариацией на тему «путь наверх», однако, прочитав роман Стендаля, Лермонтов не стал продолжать роман и написал сразу вторую часть на тему «жизнь наверху», то есть «Героя нашего времени».

## Экранизации
Уже в 1959 году по роману был снят фильм «Путь наверх» (режиссёр Джек Клейтон), получивший ряд наград на кинофестивалях. В 2012 году по книге был снят мини-сериал.